# Thelema.6
Thelema.6 is het vijfde album van de Poolse metalformatie Behemoth.

## Geschiedenis
Op dit album bracht Behemoth wijzigingen aan die vooral merkbaar zijn in de tekstuele thema's. Op dit album liet Behemoth zich inspireren door Thelema en de literaire werken van Aleister Crowley. Verder zijn in onder andere Christians to the Lions elementen uit de Midden-Oosterse muziek gebruikt. Midden-Oosterse folk zou ook min of meer de ruggengraat vormen van de hieropvolgende albums, bijvoorbeeld Demigod.
Op dit album werkte Adam Darski ook samen met occultist, vertaler en dichter Krzysztof Azarewicz.

## Tracklist
1. Antichristian Phenomenon (Behemoth, Nergal) - 4:41
2. The Act of Rebellion (Behemoth, Nergal) - 3:49
3. Inflamed With Rage (Behemoth, Nergal) - 3:14
4. Pan Satyros (Azarewicz, Behemoth) - 4:25
5. Natural Born Philosopher (Behemoth, Nergal) - 4:00
6. Christians to the Lions (Behemoth, Nergal) - 3:03
7. Inauguration of Scorpio Dome (Azarewicz, Behemoth, Havoc) - 3:07
8. In The Garden of Dispersion (Azarewicz, Behemoth, Havoc) - 3:32
9. The Universe Illumination (Say 'Hello' to My Demons) (Behemoth, Nergal) - 3:33
10. Vinvm Sabbati (Azarewicz, Behemoth) - 3:26
11. 23 (The Youth Manifesto) (Behemoth, Nergal) - 4:01

### Gelimiteerde editie
De digipackversie van 1000 exemplaren bevat naast de eerder genoemde nummer ook de volgende tracks:
1. Malice
2. Satanas
3. Hallo Spaceboy (David Bowie-cover)
4. From the Pagan Vastlands